# Восточный фронт: Неизвестная война
Восточный фронт: Неизвестная Война (на западе известен как ÜberSoldier I) — шутер от первого лица, разработанный студией Burut CT. Издатель в России — Руссобит-М.

## Сюжет
В центре событий оказывается бывший немецкий офицер диверсионного подразделения Вермахта — Карл Штольц. Во время очередной поездки на немецкий транспорт производится нападение из засады в результате чего Карл погибает. Благодаря труду немецкого учёного Эрнста Шеффера, Карл возвращается к жизни и с этим получает способность создавать временный щит, защищающий от пуль. Бывший офицер был направлен в психиатрическую больницу, чтобы там ему отдал приказ Шеффер, но все планы срывает Мария — будущая подруга Карла. Пробираясь через толпы психов, подконтрольных немецким санитарам, Карл таки находит Марию и они вдвоём выбираются из психиатрической больницы. Позже, девушка представляет подопытного перед лидерами немецкого сопротивления, которому Карл соглашается помочь. Следующей задачей встаёт уничтожить комплексы препарата Т-9, который используется для экспериментов по подавлению воли. Аненербе поставил задачу по созданию проекта "Идеальный Солдат", Эрнст Шеффер во время эксперимента понял, что при возвращении людей к жизни у них появляются способности, благодаря которым, у Германии появляется шанс выиграть войну. Т-9 производится на заводе Zone 19, где Штольц успешно допрашивает одного из рабочих, чтобы добыть достаточно информации о проекте Карлу с его союзниками приходится штурмовать институт, где хранятся важные документы о проекте и препарате. Чтобы остановить производство Т-9 нужно проникнуть на одну из вражеских подводных лодок чтобы потопить судна, перевозящие препарат. Всё проходит не гладко и Карлу не удаётся проникнуть на лодку и его закидывают в одну из тюремных камер, Карл успешно выбирается и пробираясь сквозь отряды охраны таки попадает на подводное судно под видом нацистского механика. Опять всё проходит не по плану и лодку атакуют союзные корабли. Перебив весь экипаж, Карл связывается с союзниками и просит подкрепления, а во время ожидания отстреливается от немецких бомбардировщиков. Потерпевший успешно выбирается из тонущего судна и его следующей миссией становится вызволение одного из лидера немецкого сопротивления - Антона Дрекслера. Пробираясь через элитные отряды СС, Карл успешно освобождает Антона и они вдвоём выбираются из тюрьмы. В хорошо укреплённом немецком бункере на берегу моря прячется главный учёный - Эрнст Шеффер, который должен знать местонахождение оживляющей установки. Во время встречи с Марией и "своим сыном", девушка погибает от выстрела Эрнста, а Карл впоследствии убивает учёного. Задачей ныне одинокого героя становится уничтожение оживляющей установки ZE-8, а так же последнего "идеального солдата". В завершении Карл уничтожает инкубатор, но перед тем как сломать ZE-8, Штольц возвращает Марию к жизни и уходит с ней пока за спиной гремят взрывы.

## Геймплей
Главной особенностью игры, отличающей её от других, является временный энергетический щит, способный останавливать или отражать пули, выпущенные главным героем или неприятелями в сторону, в которую смотрит игрок. Во время использования щита тратится энергия, которая восполняется путём убийства врагов.
Если сделать три метких выстрела в голову, то щит будет «держаться» дольше. Ещё одной способностью Карла — является увеличение здоровья, если он зарежет трёх врагов ножом.
Способности Карла позже перейдут в следующую часть игры.

## Рецензии и награды
| Сводный рейтинг | Сводный рейтинг |
| Агрегатор       | Оценка          |
| --------------- | --------------- |
| GameRankings    | 61,29 %         |

Игровой журнал Игромания дал оценку 8.0 из 10.0, отметив: «Что ж, мы с радостью констатируем, что отечественные разработчики наконец-то научились делать качественные экшены… 
…Да, это все ещё не супершедевры, после пяти минут знакомства с которыми хочется закричать „уррраррреволюция!“, но просто хорошие цельные игры, способные доставить немало удовольствия.»